# ヨハン・ファンスュメレン
ヨハン・ファンスュメレン（Johan Vansummeren、1981年2月4日 - ）は、ベルギー、ロメル出身の自転車競技（ロードレース）選手。ヨハン・ヴァンスーメレン、ヨハン・ファンスメレンなどと表記されることもある。

## 経歴
2003年
- ロードレース世界選手権U23部門個人ロードレース2位
- リエージュ〜バストーニュ〜リエージュU23部門優勝

2004年、プロに転向。
2005年、プレディクトール・ロット（現 オメガファーマ・ロット）に移籍。
2007年
- ツール・ド・ポローニュにおいて総合優勝（区間1勝）。

2008年
- パリ〜ルーベ8位。

2009年
- パリ〜ルーベ5位。

2010年、ガーミン・トランジションズ（現 ガーミン・バラクーダ）に移籍。
2011年
- パリ〜ルーベ優勝。

2012年
- パリ〜ルーベ 9位

2016年シーズンをもって引退。